# Circinus X-1
Circinus X-1 (kurz: Cir X-1) ist ein Röntgendoppelstern. Das 1971 entdeckte System ist 31.000 Lichtjahre entfernt und befindet sich im Sternbild Zirkel.
Das Doppelsternsystem setzt sich aus einem gewöhnlichen Stern mit etwa drei- bis fünffacher Sonnenmasse und einem Neutronenstern zusammen. Hierbei zieht der Neutronenstern, der geringfügig massiver als unsere Sonne ist, Materie seines Partners an. Die um den Neutronenstern entstehende Akkretionsscheibe verursacht die Röntgenstrahlung. Beide Sterne umkreisen sich wahrscheinlich in 16,6 Tagen auf einer stark elliptischen Umlaufbahn.
Bei Cir X-1 wurde ein Jet entdeckt, der sich mit 99,8 % der Lichtgeschwindigkeit bewegt. Zuvor wurde angenommen, dass nur Schwarze Löcher einen relativistischen Jet erzeugen könnten.